# Paramordella
Paramordella is een geslacht van kevers uit de familie spartelkevers (Mordellidae).
Het geslacht is voor het eerst wetenschappelijk beschreven in 1936 door Pic.

## Soorten
Het geslacht omvat de volgende soorten:
- Paramordella brevesetosa Pic, 1936
- Paramordella unimaculata (Pic, 1931)